# Miss Alagoas 2014
Miss Alagoas 2014 foi a 58ª edição do tradicional concurso de beleza feminina que tratou de escolher a melhor candidata alagoana para que esta representasse seu Estado e cultura no Miss Brasil 2014. O evento contou com a participação de vinte municípios e suas respectivas candidatas no certame estadual, que ocorreu no dia 23 de Agosto nas dependências do Village Pratagy Resort, localizado na capital. Nicole Verçosa Rosa, a Miss Alagoas 2013, coroou sua sucessora ao título no final do evento. Assim como ocorreu no certame anterior, este não teve transmissão, visto que a Rede Bandeirantes não possui um canal no Estado. Além de ser o único concurso realizado anualmente no Alagoas, o mesmo é coordenado por Márcio Mattos há seis anos.

## Resultados

### Colocações
| Posição      | Município e Candidata                |
| Miss Alagoas | - Arapiraca - Aline Macêdo           |
| 2º. Lugar    | - Maceió - Carol Veiga               |
| 3º. Lugar    | - Santana do Ipanema - Priscila Lins |
| 4º. Lugar    | - Marechal Deodoro - Thaiane Ferraz  |
| 5º. Lugar    | - Penedo - Thalita Leilane           |

### Prêmios Especiais
- O concurso distribuiu os seguintes prêmios este ano: [4]

| Prêmio         | Candidata                  |
| Miss Simpatia  | - Maragogi - Izaíres Oscar |
| Miss Fotogenia | - Inhapi - Karla Bárbara   |

## Jurados

### Técnicos
1. Evandro Hazzy, coordenador técnico do Miss Brasil;
2. Márcio Mattos, coordenador do Miss Alagoas.
3. Nicole Verçosa, Miss Alagoas 2013;

## Candidatas
As candidatas que competiram no este ano: 
| - Arapiraca - Aline Karla Ferreira de Macêdo - Barra de Santo Antônio - Daniela da Conceição - Boca da Mata - Nathália Kirky - Cacimbinhas - Juslayne Pontes - Coruripe - Bianca Pereira - Inhapi - Karla Bárbara - Japaratinga - Élida Lima - Maceió - Carol Veiga - Maragogi - Izaíres Oscar - Marechal Deodoro - Thaiane Ferraz | - Matriz de Camaragibe - Darlyn Galvão - Pão de Açúcar - Yara Barbosa - Penedo - Thalita Leilane - Pindoba - Chrysllane Cavalcante - Rio Largo - Amanda Xavier - São José da Tapera - Aidê Mayara - São Luís do Quitunde - Evilliany Carolina - Santana do Ipanema - Priscila Lins - Satuba - Carol Miranda - Taquarana - Ruth Rafaela |